# 瓦洛瓦-惠特曼国家森林
瓦洛瓦-惠特曼国家森林（英語：Wallowa–Whitman National Forest）是一座美国国家森林，坐落于俄勒冈州和爱达荷州。该森林于1954年建立，其前身为瓦洛瓦国家森林（Wallowa National Forest）和惠特曼国家森林（Whitman National Forest）。森林位处俄勒冈州东北角的瓦洛瓦縣、貝克縣、猶尼昂縣、格蘭特縣、尤馬蒂拉縣，在爱达荷州的內茲珀斯縣和愛達荷縣也有少量分布。